# Last Dance (canción de (G)I-dle)
«Last Dance (Prod. GroovyRoom)» es una canción grabada por el grupo femenino surcoreano (G)I-dle y producida por GroovyRoom, lanzada como el cuarto sencillo promocional de la compañía Universe, una plataforma de fandom global creada por el desarrollador de videojuegos internacional, NCSoft. La canción fue lanzada el 29 de abril de 2021.

## Antecedentes y lanzamiento
En noviembre de 2020, NCSoft con su subsidiaria Klap, anunció que lanzarían la aplicación de entretenimiento K-pop Universe, una plataforma all-in-one, que permite a los fanáticos de todo el mundo disfrutar de diversas actividades de fandoms en línea y fuera de línea en dispositivos móviles, combinando las últimas tecnologías de TI, como por ejemplo la Inteligencia artificial (IA). El 16 de noviembre, (G)I-dle fue el quinto artista en unirse a la plataforma. La aplicación fue lanzada el 28 de enero de 2021.
El 19 de abril de 2021, Universe anunció que habían decidido lanzar la canción «Last Dance (Prod. GroovyRoom)», aunque sin la miembro Soojin, después de su pausa temporal del grupo que se anunció a principios de marzo.
(G) I-dle terminó de grabar «Last Dance (Prod. GroovyRoom)», hizo el vídeo musical y creó contenido adicional en febrero, y habíamos planeado lanzarlos a fines de abril. Sin embargo, un problema relacionado con Soojin de (G)I-dle ocurrió en marzo, y el grupo está trabajando actualmente como un grupo de cinco miembros. Universe discutió con la agencia de (G)I-dle, Cube Entertainment, sobre la canción y el vídeo musical, y considerando la relación contractual con los distribuidores y socios sobre las pérdidas tangibles e intangibles, decidimos que sería difícil volver a producir todo. Por lo tanto, hemos decidido ajustarnos la estructura existente".

Universe anunciando la canción lanzada por los cinco miembros activos de (G)I-dle.
El comunicado concluyó que la composición y la letra de la canción habían sido modificadas. También se reeditó el vídeo pictórico, el making of y el vídeo musical, que se centraría en las cinco miembros restantes. (G)I-dle se convierte así en el cuarto artista en participar en la serie Universe Music, después de Iz*One, Sumi Jo con Rain y Park Ji-hoon.

## Composición y letra
«Last Dance» es una canción pop de deep house que ofrece un sonido dinámico con una voz y un rap elegantes y potentes. La canción fue producida por el productor de hip-hop GroovyRoom y escrita por la líder de (G)I-dle, Soyeon y la talentosa cantante y compositora Kriz, con letras adecuadas para el concepto de brujería.

## Vídeo musical
Antes de su lanzamiento, la canción fue acompañada de dos teasers de vídeos musicales lanzados el 26 y 27 de abril, respectivamente. El primer adelanto presenta un encanto inverso con un concepto en blanco y negro. En el adelanto, (G)I-dle exuda encanto místico con un noble vestido blanco puro, mientras muestra un carisma oscuro con trajes negros intensos en un bosque fantástico rebosante de lo que parece ser un enjambre de luciérnagas. Al final del vídeo, se ve a las miembros mirando una misteriosa esfera brillante. El segundo adelanto presenta al grupo realizando la danza de las espadas y, al final del vídeo, un breve pasaje con un punto culminante junto con el sonido característico de GroovyRoom. El vídeo musical oficial fue lanzado en la aplicación Universe el 29 de abril y una vista previa del vídeo fue lanzada por YouTube el mismo día. Este presenta al grupo vagando por un denso bosque en medio de la noche mientras sigue una brújula misteriosa. El vídeo musical también presenta escenas de las miembros individualmente en un laboratorio con poca luz lleno de extraños experimentos.

## Promoción
El 20 de abril de 2021, Universe lanzó la imagen de portada de la canción. El mismo día, se publicó un calendario promocional del lanzamiento en las cuentas de redes sociales de Universe. Las fotos conceptuales de la canción fueron lanzadas el 21 y 22 de abril. En las fotos, las cinco miembros llevaban coronas únicas "que exudan un carisma oscuro y un encanto de ensueño". Al día siguiente, se estrenó una película de prólogo titulada The Witch Queen, donde se presenta a las miembros del grupo y cómo se han transformado en brujas, vagando por un bosque maldito en la oscuridad para buscar a la reina oculta. Al final del vídeo, las brujas se enfrentan a un ciervo que brilla intensamente.

## Reconocimientos

### Premios y nominaciones
| Año  | Evento                 | Premio                        | Resultado | Ref.   |
| ---- | ---------------------- | ----------------------------- | --------- | ------ |
| 2021 | Asian Pop Music Awards | Mejores arreglos (Extranjero) | Nominado  | [ 20 ] |

## Posicionamiento en listas
| Listas (2021)                                       | Posición más alta |
| --------------------------------------------------- | ----------------- |
| Corea del Sur (Gaon Digital)                        | 142               |
| Estados Unidos (Billboard World Digital Song Sales) | 16                |

## Historial de lanzamiento
| País   | Fecha               | Formato                    | Sello                  |
| ------ | ------------------- | -------------------------- | ---------------------- |
| Varios | 29 de abril de 2021 | Descarga digital streaming | Universe, Warner Music |